# Киплинг, Джон
Джон (Джек) Киплинг (англ. John (Jack) Kipling; 17 августа 1897 — 27 сентября 1915) — британский военнослужащий, офицер, единственный сын английского писателя Редьярда Киплинга. Погиб в Третьей битве при Артуа, спустя почти шесть недель после своего 18-го дня рождения. Увековечен в пьесе 1997 года «Мой мальчик Джек», экранизированной в 2007 году (роль исполнил Дэниэл Рэдклифф).

## Биография
Родился 17 августа 1897 года в Роттингдине в семье известного британского писателя Редьярда Киплинга и его жены американки Кэролайн Киплинг. Был третьим и самым младшим ребёнком в семье. Благодаря связям отца получил образование в Веллингтонском колледже — одном из самых престижных учебных заведений Великобритании того времени.

### Первая мировая война
4 августа 1914 года Великобритания объявила себя находящейся в состоянии войны с Германской империей. На тот момент Джону Киплингу было всего 16 лет. Придерживающийся империалистических и патриотичных взглядов, Киплинг-старший стал ярым сторонником войны и начал писать пропагандистские листовки от имени Британского правительства. В то же время Джон Киплинг также поддерживающий взгляды своего отца, решил завербоваться в Королевский военно-морской флот Великобритании. Отец был единственным из членов семьи, кто поддержал идею сына, но врачебная комиссия признала Киплинга-младшего негодным к службе на флоте, по причине сильной близорукости. Тогда Джон подал заявку на вступление в армию, но и там ему отказали по той же причине
.
Узнав об отказе принять его сына в армию, Редьярд Киплинг был очень расстроен, и решил подключить свои связи в правительстве. Благодаря личной дружбе с фельдмаршалом британской армии, графом Фредериком Робертсом (он же был полковником Ирландской гвардии) ему удалось записать сына в армию. 17 августа 1914 года Джону Киплингу исполнилось 17 лет, и в тот же день он, получив звание второго лейтенанта (равноценно званию лейтенанта в других странах), был приписан ко 2-му батальону Ирландской гвардии. Летом 1915 года, после падения Бельгии и гибели Лузитании 7 мая 1915 года, Киплинг-старший лично отправился на линию фронта в качестве военного корреспондента, называя войну крестовым походом цивилизации против варварства. В это же время он написал прошение о скорейшем отправлении его сына на фронт, так как считал, что Джон должен увидеть настоящую войну.
7 июня 1915 года Джон Киплинг получил звание первого лейтенанта, и уже в середине августа весь батальон Джона Киплинга был переброшен на фронт во Францию как часть 2-й гвардейской бригады Гвардейской пехотной дивизии. В то время процент потерь среди младшего офицерского состава был наивысочайшим за всю войну. Средняя продолжительность жизни офицера на линии фронта составляла 5 — 6 недель.

### Гибель
С 25 сентября 1915 года Джон Киплинг командовал взводом в битве при Артуа. Официально 27 сентября 1915 года Джон пропал без вести во время битвы за Лос против немецких войск у французского местечка. Лос-ан-Гоэль, Есть две версии гибели Джона Киплинга.
1. Согласно первой, рядом с Киплингом разорвался немецкий артиллерийский снаряд, осколками которого Джону снесло часть черепа. По этой причине тело Киплинга не было опознано среди убитых после боя.
2. По другой, более распространённой версии, Киплинг вместе с ещё несколькими солдатами попытались уничтожить немецкое пулемётное гнездо, обстреливавшее британские позиции с одной из возвышенностей. В ходе атаки все британские солдаты погибли. Киплинг же получил ранения в ногу, грудь, плечо и лёгкое и скончался от полученных ранений самым последним из своего отряда. Его тело лежало почти вплотную к пулёметному гнезду, и британцы не смогли забрать его, из-за чего Киплинга объявили лишь пропавшим без вести, а не мёртвым.

7 октября 1915 года The Times опубликовала сообщение о ранении и пропаже сына Киплинга. Редьярд Киплинг искал долгое время своего сына в полевых госпиталях и расспрашивал сослуживцев о случившемся, однако Джон Киплинг был официально объявлен мертвым лишь в 1992 году. Гибель сына способствовала тому, что Киплинг стал соорганизатором Комиссии по военным захоронениям стран Содружества, которая в дальнейшем выясняла судьбу многих погибших и пропавших без вести солдат Британского содружества.

## Память
- Джона Киплинга опознали только в 1992 году: официально он считается захороненным на кладбище Святой Марии в Эне (Па-де-Кале)[11]. Военные историки Тони и Вальмей Холт в 2002 году заявили, что там похоронен не Джон Киплинг, а Артур Джейкоб из полка Лондонских ирландских стрелков[12][13], но в 2016 году Грэм Паркер и Джоанна Легг официально установили, что в Эне похоронен именно Джон Киплинг[14].
- Стихотворение «Мой мальчик Джек», написанное в 1915 году Киплингом, было посвящено гибели сына. Одноимённая пьеса, поставленная в 1997 году Дэвидом Хэйгом, была экранизирована в 2007 году: Хэйг сыграл в ней роль Редьярда Киплинга, а Дэниэл Рэдклифф — Джона Киплинга.

## Награды
Награждён, согласно данным медальной карточки Британского военного архива, Звездой 1914—1915 (Star 1914—1915), Британской военной медалью (British War Medal 1914—1920) и межсоюзнической Победной медалью (Victory Medal 1914—1918).